# Ian Vermaak
Ian Vermaak, född 28 mars 1933, i Empangeni, Sydafrika, död i januari 2025, var en sydafrikansk tennisspelare.
Ian Vermaak var en av Sydafrikas bästa tennisspelare under 1950-talet. Vermaak deltog i det sydafrikanska Davis Cup-laget 1953, 1955, 1959-60. Han spelade totalt 12 matcher av vilka han vann 5. År 1953 mötte laget i andra ronden Västtyskland, där den förre storspelaren Gottfried von Cramm spelade sin sista säsong. Von Cramm besegrade i en av singelmatcherna Vermaak med 6-1, 6-3, 6-1. Tyskarna vann mötet med 3-2 i matcher. Likaså i ett andrarondsmöte mot Danmark 1955 spelade Vermaak singel mot den danske storspelaren och det årets Wimbledonfinalist Kurt Nielsen som låg under med 0-5 i skiljeset, reducerade till 2-5 före regnet avbröt matchen, och på andradagen kom tillbaka och vann med 4-6, 6-1, 6-2, 1-6, 8-6. Sydafrikanerna (Vermaak/Abe Segal) vann däremot dubbelmatchen mot  Nielsen/Sören Höjberg med 9-11 15-13 6-1 7-5. Det danska laget, där även knappt 20-åriga Jörgen Ulrich debuterade och vann sin singel mot Segal, segrade med 3-2 i matcher.
År 1960 mötte laget i första ronden ett lag från Sverige som vann med 5-0 i matcher. Vermaak förlorade sin singel mot Ulf Schmidt med 0-6 8-6 4-6 6-8.
Ian Vermaak nådde 1959 finalen i Grand Slam-turneringen Franska mästerskapen. Han mötte där den italienske spelaren Nicola Pietrangeli som vann med 3-6, 6-3, 6-4, 6-1. Året därpå, 1960, nådde Vermaak kvartsfinalen i Wimbledonmästerskapen.